# Los Snorkels
Los Snorkels es un cómic publicado por el belga Nic Broca en diciembre de 1981.
En su estreno en septiembre de 1984, los dibujos tuvieron un éxito rotundo comparable al de la popular serie de Hanna-Barbera Los Pitufos (una adaptación similar de un cómic belga). Fue adaptado a una serie animada producido por Hanna-Barbera Productions.

## Orígenes
La idea de crear los Snorkels comenzó a partir de una negociación entre Freddy Monnickendam y el músico Padre Abraham por los derechos de los cómics de Los Pitufos en 1977.
Esto ha llevado a discusiones en los tribunales entre Monnickendam y Peyo por los derechos del dibujo animado de Los Pitufos, que en el momento estaba siendo estudiado.
Nic Broca creó los primeros diseños de los personajes, que originalmente fueron creados para los personajes llamados "Diskies", una antigua iteración de los Snorkels, hechos para una historia de la serie de cómics Spirou y Fantasio en junio de 1981.
Después de Monnickendam convertirse en productor del dibujo animado de Los Pitufos, pasó a trabajar en el desarrollo del concepto de los Snorkels, y así, teniendo el primero cómic de los Snorkels lanzado en enero de 1982 por Nic Broca y por la extinta casa editorial SEPP.

## Sinopsis
Los Snorkels son unos pequeños seres coloridos, que habitan en el fondo del mar en el mundo de Snorklandia. Tienen unos snorkels en sus cabezas, que usan para desplazarse con velocidad por el agua. Tal y como se muestra en la serie cuando un Snork se excita sus tubos generan un sonido snork. Al igual que Los Picapiedra o Los Pitufos, tienen la misma tecnología de los humanos contemporáneos, adaptados a su propio medio acuático. Los Snorks usan almejas como monedas, una referencia a la palabra "clam" similar al "dollar".
De acuerdo con la leyenda de los Snorks, algunos se aventuraron a la superficie en 1643, y vieron un barco atacado por piratas. El capitán fue arrojado al agua, y fue el primer contacto entre las especies. Desde entonces, los Snorks han adoptado varios hábitos humanos, tal como usar ropa.

## Personajes
- AllStar Seaworthy - un atlético Snork de piel amarilla. Más o menos el héroe de la serie. Además de ser atlético y heroico, está interesado en la ciencia y también es un inventor. Ayuda a su tío, Dr Gallio en sus proyectos cada vez que puede. Cuando tiene una idea importante o conclusión la estrella de su cinturón comienza a brillar - su "idea startbright". Era el mejor amigo de Junior en la escuela.

- Casey Kelp - Una ligera Snork de piel rosa con el pelo rojizo y está enamorada de AllStar. Es inteligente, valiente y persistente. Odia a los acosadores y se defiende a sí misma de los demás. Es la mejor amiga de Daffney Gillfin.

- Wellington Wetworth, Jr "Junior" - Un snork y simpático (más bien por el doblaje al español) de piel naranja y cabello azul. Altanero hijo del gobernador que en la primera temporada hacía de malo, primera de Bigweed. Conforme avanzó la serie, siguió con un toque de fanfarrón, pero ayudó más a los otros. Era el mejor amigo de AllStar cuando estaban en la escuela. Se enamora de Daffney da la temporada 3.

- Tooter Shellby - Un Snork de piel verde y cabello negro que solo se comunica a través de su bocina. Tiene la capacidad de comunicarse con algunos del Sealife.

- Daffney Gillfin - Una vanidosa Snork de color coral, con el pelo castaño que siempre está preocupada por su look y se enamora de Dimmy. Ambiciona convertirse en actriz. En uno de los episodios, ella suple a una famosa actriz del Teatro Broadway (de Nueva Ciudad Snork) y se transforma en una estrella. Ella sabe que tiene un gran corazón. Es muy diplomática, especialmente si se trata de dar malas noticias a los demás, es la mejor amiga de Casey Kelp. Se enamora de Junior da la temporada 3.

- Dimmy Finster - Un atlético Snork de piel naranja, que parece tener roces con Daffney. Fantasea él mismo para ser tanto como un comediante como un luchador. Cada vez que Dimmy habla da la impresión de que está resfriado.

- Occy - Un pulpo rojizo de Allstar. Era la mascota de Junior hasta que este lo abandonó, Occy no se lleva bien con Junior.

- Corky - Un Snork de piel naranja. Es un policía adicto al trabajo con personalidad de tipo A. Es querido por todos los Snorks y se lleva muy bien con AllStar y sus amigos.

- JoJo - Un Snork de piel marrón.

- Fengy - Un cazón compañero de JoJo desde que eran niños.

- Willie Wetworth - Un Snork bebé de piel naranja.

- Governor Wellington Wetworth - Un Snork de piel naranja y pelo de color lavanda. Es el gobernador de Snorktown.

- Dr/Tío Gallio - un Snork de piel púrpura con el cabello blanco. Está implicado en todo lo científico, médico y técnico. Salvó a Snorktown varias veces de villanos y desastres naturales. Es el tío de AllStar y SmallStar y amigo de la pandilla de AllStar. Se desconoce si es hermano de la madre o del padre de AllStar.

- "Baby" SmallStar Seaworthy - Una cría Snork de piel amarilla. Es la hermana pequeña de AllStar y sus amigos junto a Willie.

- Bigweed - el malo de la serie. Tiene habilidades mágicas. Bigweed puede disfrazarse bajo la apariencia de cualquier Snork. Es el antagonista de la serie.

- Lil' Seaweed - Compañera de Bigweed.

- Dr StrangeSnork - Un Snork púrpura de pelo blanco.

- Finneus - Un pez gato anaranjado con rayas de color negro. Es el sidekick del Dr StrangeSnork y compañero desde la infancia.

- Sr Seaworthy  - es un Snork de piel amarilla. Es el padre de SmallStar. El Sr Seaworthy es el director de la fábrica de vapor de Snorkilandia. La fábrica de vapor es la responsable de generar energía para edificios y automóviles, así como dar calefacción para los habitantes de Snorktown.

- Auntie Marina - Una Snork de piel rosa, con el cabello rojizo. Es una actriz que está siempre molesta con los demás, sin importar cuál sea la situación. Es la tía de Casey.

- Mrs Wetworth - Una Snork de pelo azul. Es la madre de Junior y Willie. Al igual que su marido e hijo mayor (Junior), aspira a ser una escaladora social y una esnob, que considera que ella es mejor que otros Snorks. Siempre está de acuerdo con su esposo, el gobernador Wellington Wetworth.

- Abuelo Wetworth - Un Snork de piel naranja. Es el abuelo de Junior y Willie. Él es un inteligente tramposo que actúa como si fuera tonto. Es un varón de edad avanzada pero joven de corazón y espíritu, además de ser un sabio con la tecnología. Junior siempre trata de encontrar fraudes, y trucos del Abuelo Wetworth pero este siempre se le adelanta. Es querido por todos, y le gusta AllStar y sus amigos.

- Señorita Seabottom - Una snork de piel amarilla que usa gafas. Es profesora del instituto y aparece como la única profesora de los Snorkels.

- El Gran Snork Nork - Es un Snork de color púrpura e índigo. Diferente a otros Snorks, tiene su snork en la frente, hacia abajo, y no encima de su cabeza. Es el Snork equivalente de Drácula, el príncipe de la oscuridad. Duerme boca abajo, colgado del techo, como un murciélago, y tiene colmillos. Tiene habilidades mágicas y es capaz de lanzar rayos eléctricos con sus manos. Odia la luz del sol y la luz brillante, la elude a toda costa. Es un vampiro malo, que quiere hacerse con el control de Snorktown, y siempre va acompañado por dos acompañantes. Sus acompañantes son una versión en miniatura de sus habilidades mágicas menores, son púrpuras y de color coral & coral.

- SNIP y SNAP - Son una pareja de Snorks robots. El Snork Robot macho se llama SNIP, mientras que la hembra Snork Robot se llama SNAP. Ambos fueron creados por Bigweed.

- Rey Neptuno - Figura mitológica de la Mitología Griega y Mitología Romana que es el gobernante de los mares.

Para la tercera temporada (que se estrenó en Sindicated) en 1987, varios cambios se le hicieron a la serie. El personaje Dimmy Finster fue eliminado de la historia, y tres nuevos personajes fueron introducidos: Corky (el Snork policía), y el nuevo villano principal de la serie, Bigweed y su compañera la alga Lil. También, se produjeron algunos episodios en tierra firme, y los últimos episodios fueron divididos en dos partes.

## Lista de episodios
Temporada 1 (1984)
1. Viaje hacia la fuente / Escándalo Vandálico
2. Atado a un sentimiento/ Los nuevos Vecinos
3. La bota invasora/ ¿Qué Snork fue el chivato?
4. La banda Allstar de Allstar / Snorkymania
5. Iremos Snorkeando / Ahora eres un caballo de mar, Ahora no lo eres
6. El Baile Snork / Snork marca el punto
7. El secreto de Junior / La gran exclusiva
8. El collar de coral azul / Arriba, Arriba y una ola
9. La fiesta sur Snorkin / El monstruo Snorkness
10. Un Snork en el salvaje Oeste / El doble problema de Allstar
11. Cadena de amigos / Tiempo muerto para los Sissies
12. Mi Jo-Jo, Tu Daffney / El viejo juego del caparazón
13. El Rey de Kelp/ Cuentos de ballenas

Temporada 2 (1985-1986)
1. La Snorkitis es más que un buen estornudo / Todo Toot y nadas más que Toot
2. Gallinas del mar / Los peces Lobo nunca lloran
3. Un día Snork difícil / Aprende a querer a tu Snork
4. La aventura de agua fría de Allstar / Dr. Strangesnork
5. Simplemente es una cuestión de lodo / ¿Agua para los amigos?
6. El Púlpito de Junior / The Shape of Snorks To Come
7. Casey y el cabezazo doble / El feo Pez Malacara
8. Las chicas solo quieren divertirse / Guess What's Coming to Dinner
9. Una señal de la marea / La pequeña sirenita
10. Soy un calamar, tú no / El Snork tardón

Temporada 3 (1987)
1. Ballena está lo que bien acaba / Las últimas horas de Allstar
2. Un Shalloween espeluznante de Willie / Espectáculo a la orilla del mar
3. Freeze salva nuestra aldea / Snip y Snap
4. El imperio de Junior / El delfín dorado
5. Siempre es más oscuro ante Snork / La bruja de arena
6. La sombra sospechosa / Tooter ama Tadah
7. El rescate de Daffney / Salmon cantó al anochecer
8. Casey en Arenalandia / La locura de Reefberry
9. Despedida de las armas / La mamá Snorkest
10. Jo-Jo bajo control / El día en que el océano todavía era océano
11. Chills, Drills y Spills / El atajo más corto
12. Domesticando a un Snork / Willie y la gran aventura de Smallstar
13. Un Snork en una jaula dorada / El fantasma del Templo Snork

Temporada 4 (1988-1989)
1. La no tan genial huida de Daffney / El mejor amigo de Willie
2. El día de los Juniors / La bomba del Dr. Strangsnork
3. Nace una estrella de mar/ Ooze Got the Snorks
4. El Snorkosaurio estúpido / ¿Quién es quién?
5. Batalla de artilugios / El pequeño señor Occy
6. Junior's Fuelish Kelp Rush / La laguna Boo
7. ¿Cómo ganó el Snork? / A imagen de Junior
8. Robosnork
9. Verano y Snork
10. La odisea de Allstar
11. En la codicia de nuestra confianza
12. Jaws dice la palabra
13. Prehisnórkico
14. Rima y castigo
15. El mago de hielo
16. La gran ciudad Snorks
17. Pesadilla en Snorkstreet
18. Robin Snork
19. Snorkycienta
20. Snork Ahoy
21. El joven Snork atrevido en el trapecio volador
22. ¡Oh hermano!
23. El ciclo de la historia
24. Yo seré el superior
25. The Day They Fixed Junior Wetworth
26. El primer Snork en el espacio
27. Deseo o fuera de deseo
28. No es Pez Dorado todo lo que reluce
29. Mi cena con Allstar